# 1005 Arago
1005 Arago là một tiểu hành tinh vành đai chính. Nó được phát hiện bởi Sergei Ivanovich Belyavsky ngày 5 tháng 9 năm 1923. Tên ban đầu của nó là 1923 OT. Nó được đặt theo tên nhà toán học François Arago.